# Нађо (Комо)
Нађо је насеље у Италији у округу Комо, региону Ломбардија.
Према процени из 2011. у насељу је живело 198 становника. Насеље се налази на надморској висини од 672 м.